# Petit-Leez
Petit-Leez est un hameau de la ville de Gembloux, en province de Namur (Région wallonne de Belgique).
Avant la fusion des communes de 1977, Petit-Leez faisait partie de la commune de Grand-Leez.

## Situation
Petit-Leez est le prolongement sud du village de Grand-Leez.

## Patrimoine
Le château de Petit-Leez présente des constructions groupées autour d'une aire rectangulaire en briques et pierre bleue du XVIIe siècle au XXe siècle, remaniées et assez sèchement restaurées. On y accède par un portail en plein cintre à l'angle nord-ouest. Au sud, un important logis de style traditionnel, daté au premier niveau de 1618 sur une dalle aux armes des comtes de Grimberghe, est flanqué de deux tours de cinq niveaux. À droite du logis, les étables auxquelles est accolée une tour massive de deux niveaux remontent à la première moitié du XVIIe siècle. Les côtés nord et est datent des XIXe et XXe siècles, à l'exception d'un portail à l'est, daté 1673 à la clé.